# A Barkács Kölyökklub
A Barkács Kölyökklub (eredeti cím: Brico Club) 2012-ben indult francia vegyes technikájú sorozat, amely animált figurákkal, valós és animációs díszletekkel készült. A tévéfilmsorozat gyártója a  	Futurikon. Műfaját tekintve oktató filmsorozat. Franciaországban 2012-ben a France 5, Magyarországon 2014. október 10-én az M2 tűzte műsorára.

## Ismertető
A főszereplő, 4 kisgyermek, 7–8 éves kisfiúk és kislányok. A gyermekek együtt, összefogva szeretnek barkácsolni. Olyan anyagokat használnak fel, amelyekből könnyen készíthetőek szép ajándékok. Örömmel készítenek ilyen apró tárgyakat, amelyeket boldogan megosztanak. Az ismereteiket is örömmel mutatják be a nézőknek. Tanításuk közben kellemes a hangulat.

## Szereplők
| Szereplő        | Eredeti hang | Magyar hang     | Leírás                                                   |
| --------------- | ------------ | --------------- | -------------------------------------------------------- |
| Ben             | ?            | Bogdán Gergő    | Világosbarna hajú, szürke szemű fiú.                     |
| Matt            | ?            | Baráth István   | Sötétbarna hajú, fekete szemű fiú.                       |
| Clara           | ?            | Vadász Bea      | Narancssárga hajú, zöld szemű, szeplős lány.             |
| Li-Mei          | ?            | Haffner Anikó   | Lila hajú, fekete szemű lány.                            |
| Lou             | ?            | Berkes Boglárka | Barna hajú, szürke szemű, lila copfos lány.              |
| Laila           | ?            | Csuha Bori      | Szőke hajú, szürke szemű, piros pántos lány.             |
| Katie           | ?            | ?               | Vörös hajú, barna szemű, rózsaszín masnis, kalapos lány. |
| Sam             | ?            | Joó Gábor       | .                                                        |
| Hugo            | ?            | ?               | .                                                        |
| Tom             | ?            | ?               | .                                                        |
| Luke            | ?            | ?               | .                                                        |
| Robinson úr     | ?            | Élő Balázs      | .                                                        |
| John            | ?            | Gacsal Ádám     | .                                                        |
| Bábuska néni    | ?            | Némedi Mari     | .                                                        |
| Missis Gonzales | ?            | ?               | .                                                        |
| Miss Twiek      | ?            | Koffler Gizi    | .                                                        |
| Mr. Graucso     | ?            | ?               | Olyan szereplő, aki nem látható, de a hangját halljuk.   |
| Max             | —            | —               | Mr. Graucso macskája.                                    |
| Freddy          | ?            | ?               | Mr. Graucso Unokája.                                     |

## Epizódok
1. Meglepetés tanévkezdésre
2. Hugo és a honvágy
3. Balhés ujjbábok
4. A pusztító lekenyerezése
5. Zűr a fejben
6. Viráglelkű Ben
7. A cukrász nagyi
8. Lepke-rapszódia
9. A szörnyek éjszakája
10. A hangyás futam
11. Viszlát, Zaza!
12. A talányos talizmán
13. Clara karkötője
14. Muskátli-terápia
15. Kulcs, ami nincs
16. A nagy kupaktanács
17. A csuklás kulcsa
18. Csecsebecse zsebecskék
19. A gyötrelmes gyöngyfűzés
20. Csokicsoda karácsonyra
21. A rajzpárbaj
22. Kártyacsata
23. A messziről jött ajándék
24. Üdv a klubban!
25. Romantika barkács módra
26. Csapatszellem
27. Mindenki biciklije
28. Veled vagyunk
29. Szülinapi csengettyűk
30. Génjeinkben a gurulás
31. Ne zavarjanak!
32. Egyetértek, kettő lesz belőle
33. Képeslap a köbön
34. Eperünnep
35. Táskák és manóságok
36. Karácsony nyáridőben
37. A katicák támadása
38. Kalinka
39. A barátság kincsesládája
40. A Műhely szelleme
41. Nagyon rossz rezgések
42. A kis Halloween szörnyeteg
43. Egy csipet só
44. Április bolondja
45. Óvodás ragaszkodás
46. Vége a játéknak
47. A nagy titok
48. Fészekrakók
49. A chopperes egér
50. Rénszarvas S.C.
51. A mutáns űrpókok támadása
52. Filmcsillag-hullás
53. Icky Ewwy